# Свети Атанасий (Босилово)
Вижте пояснителната страница за други значения на Свети Атанасий.
„Свети Атанасий“ или „Свети Атанас“ (на македонска литературна норма: „Свети Атанасиј“, „Свети Атанас“) е възрожденска православна църква в струмишкото село Босилово, Северна Македония. Част е от Струмишката епархия на Македонската православна църква – Охридска архиепископия.

## История
Храмът е построен в 1842 година.

## Архитектура
В архитектурно отношение е трикорабна псевдобазилика. Трите кораба са разделени с пет двойки колони, като централният кораб е покрит с манастирски свод. Капителите са проста обърната пресечена пирамида. Таванът е касетиран. Полетата са оцветени в бордо и сини тонове, а рамката е позлатена. На равния таван на централния кораб в овален медальон е изписано допоясно изображение на Иисус Христос Вседържител, което обикновено се изписва в купола. Медальоните в централния кораб са допълнени от радиално подредени позлатени дървени пръчки, резбовани, които създават триизмерен ефект, подчертан чрез контраста на златните им отблясъци на тъмния фон.
Апсидата на изток е единична, неразчленена и без декорация. Над нея има фитоморфна кръстовидна мандорла (четирилистна детелина), фланкирана от два отвора с вид на запетайки.
Във вътрешността стълбовете, разделящи трите кораба са измазани, а капителите и арките са позлатени и изписани.

## Иконопис
Църквата е изписана в 1856 година от дебърския майстор Андон Петров от Гари.
Васил Драгомиров, учител в Босилово в учебната 1903 - 1904 година пише:
| „ | То [Босилово] броеше около 80 семейства... В селото имаше само един чифлик, откъдето селяните се снабдяваха с обработваема земя и дворове. Селяните се деляха на българи и гъркомани. Черквата „Св. Атанас“ бе затворена от девет години. Гъркоманите знаеха, че ако черквата се отвори, тя ще бъде само българска, защото българите имаха свещеник в селото, а гъркоманите нямаха... Тогава се яви едно трето мнение: черквата да се отвори и да се редуват българи и гъркомани. Тоя ред продължи три месеца, докато гръцкият свещеник отказа да идва в селото и черквата остана на българите. | “ |